# Wrsakowo
Wrsakowo (mac. Врсаково) – wieś w gminie miejskiej Sztip w środkowej Macedonii Północnej.

## Demografia
Według spisu ludności z 2002 we wsi Wrsakowo mieszkało 77 mieszkańców.

### Rasy i pochodzenie
Według wyżej wspomnianych danych we wsi Wrsakowo mieszkało 66 Macedończyków i 11 Wołosów.